# 田成法
田成法（1532年—？），字子憲，湖廣黃州府蘄州人，民籍，明朝政治人物。

## 生平
嘉靖二十五年（1546年）丙午科湖廣鄉試第十八名舉人。嘉靖四十一年（1562年）中式壬戌科會試第六十名，三甲第四十四名進士。授唐縣知縣。

## 家族
曾祖田佑；祖父田鏡；父田璽，訓導。母昌氏。慈侍下。兄成賦。